# Portrait de Mme Du Paty

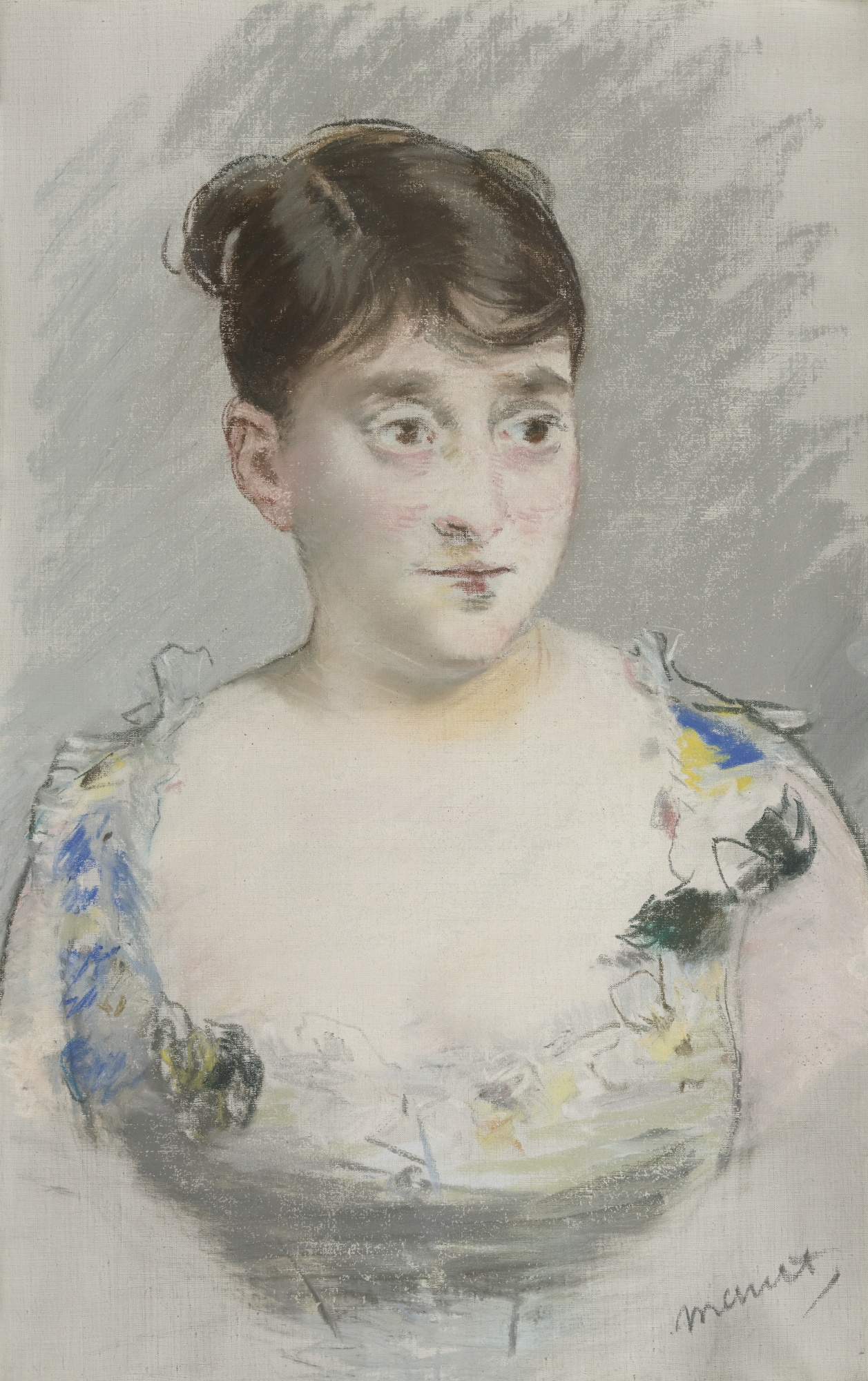
Portrait de Mme Du Paty
Édouard Manet, 1880
54 × 34 cm
Pastell auf Leinwand
Privatsammlung

Das Portrait de Mme Du Paty ist ein auf Leinwand gezeichnetes Pastellbildnis von Édouard Manet aus dem Jahr 1880. Das 54 cm hohe und 34 cm breite Porträt zeigt die mit der Familie Manet befreundete Madame Du Paty, Ehefrau des Malers Léon Du Paty. Es gehört zu einer Reihe von Bildnissen weiblicher Personen, die Manet wenige Jahre vor seinem Tod anfertigte. Das Porträt befindet sich in einer Privatsammlung.

## Bildbeschreibung
Im Bild ist das als Schulterstück ausgeführte Porträt der Madame Du Paty dargestellt. Es zeigt den büstenförmig ausgeschnittenen Oberkörper in Frontalansicht mit einem zur linken Schulter gedrehten Kopf, wobei ihr Blick sich zum rechten Bildrand richtet. Sie trägt ein ärmelloses grau-braunes Kleid, das im Brustbereich einen Gelbton durchschimmern lässt und das insgesamt eher skizzenhaft ausgeführt ist. Auffallend ist das große, rechteckig ausgeschnittene Dekolleté. Um den Ausschnitt herum ist das Kleid reichlich mit Verzierungen versehen. So sind die Träger des Kleides in Blau und Gelb gehalten und an den Rändern mit Rüschen geschmückt. Zudem gibt es einige aufgesetzte Ornamente in Brauntönen, bei denen es sich um florale Motive handeln könnte. Die Haut im Bereich des Dekolletés ist überwiegend weiß, nur nahe dem rechten Träger ist ein Rosaton auszumachen. Auch an den Oberarmen finden sich solche dezenten Rosatöne. Am Hals hingegen ist als Hautfarbe ein heller Beigeton zu erkennen. Der Teint variiert im Gesicht zwischen Weiß, Rosa und verschiedenen Grautönen. Madame Du Paty hat ihre braunen Augen weit geöffnet und scheint einen Punkt außerhalb des Bildes zu fixieren. Sie hat breite Augenbrauen, eine nicht übermäßig große Nase und einen eher kleinen Mund mit geschlossenen Lippen. Der Gesichtsausdruck wirkt insgesamt eher freundlich, möglicherweise ist ein zaghaftes Lächeln angedeutet. Die Porträtierte hat ihr glatt anliegendes braunes Haar zu einer Art Seitenscheitel gekämmt, wobei das Ohr und der Nackenbereich frei bleiben. Möglicherweise hat sie das Haar hinter dem Kopf hochgesteckt, worauf eine abstehende Strähne oberhalb des rechten Ohres hindeuten könnte. Der Bildhintergrund besteht aus monochromen grauen Schraffuren, die nur teilweise die grundierte Leinwand abdecken. Vor allem in den Bildecken ist die Leinwand frei von jeglichem Farbauftrag. Das Bild ist unten rechts mit „Manet“ signiert, aber nicht datiert.

## Hintergrund
Madame Du Paty und ihr Mann, der Maler Léon Du Paty, gehörten zum Freundeskreis der Familie Manet. Obschon Léon Du Paty als Historienmaler im Salon de Paris erfolgreich ausstellte, hatten er und Manet künstlerisch wenig Berührungspunkte. Möglicherweise hatte Manet Léon Du Paty in sein Atelier in der Pariser Rue d’Amsterdam Nr. 77 eingeladen, um seine neuesten Werke zu zeigen. Bei solch einer Gelegenheit könnte Madame Du Paty ihren Mann begleitet haben und dabei ihr Pastellporträt entstanden sein. Manet schätzte die schnelle Arbeitsweise beim Pastellzeichnen und das Porträt der Madame Du Paty ist sicher während einer Sitzung an einem Tag entstanden.
Seine letzten Lebensjahre war Manets von Krankheit gekennzeichnet. Lähmungserscheinungen im Bein verursachten bei ihm Schmerzen, vor allem beim Stehen. Das Arbeiten an der Staffelei, insbesondere bei großformatigen Bildern, fiel ihm zusehends schwer. Etwa ab 1878 bis zu seinem Tod 1883 wandte er sich daher immer wieder dem Pastellzeichnen zu, dass weniger aufwendig als die Ölmalerei war. Von den bekannten Pastellbildern Manets entstanden fast alle in den fünf letzten Lebensjahren und ein Großteil davon zeigt Porträts von jungen Frauen. All diese weiblichen Porträts stellen Freundinnen und Bekannte Manets dar. Meist sind die Porträtierten im Ausschnitt als Brust- oder Schulterstück dargestellt. Während Manet teilweise die Garderobe der Frauen besonders hervorhob und üppige Hutkreationen das Bild bestimmen, gibt es ebenso Porträts, in denen Kleidung nur angedeutet ist und der Kopf unbedeckt blieb.
Dem Bildnis der Madame Du Paty ähnlich ist das Portrait de Mme Zola (Musée d’Orsay, Paris), das ebenso die Frau eines Freundes – hier die des Schriftstellers Émile Zola – zeigt. Das büstenförmige Kleid, der Blick über die Schulter zum Bildrand, Ähnlichkeiten bei der Frisur oder bei der Behandlung des Bildhintergrundes – beide Bilder zeigen mehrere Übereinstimmungen. Auch beim Bildnis von Manets Freundin Mlle Isabelle Lemonnier (Metropolitan Museum of Art, New York) gibt es ein büstenförmiges Porträt – diesmal im Profil – vor grauen Grund. Alle drei Porträts stellte der Verleger Georges Charpentier im Rahmen einer Manet-Ausstellung im April 1880 in den Räumen der Zeitschrift La Vie moderne aus. Der Kritiker Gustave Goetschy lobte anlässlich der Ausstellung diese drei Pastellbilder als „merveilles de finesse et de grâce“ (sinngemäß: Wunder an Feingefühl und Anmut). Als das Bild der Madame Du Paty 1910 in Deutschland zu sehen war, lobte der Kunsthistoriker Emil Waldmann das „blendende Geschöpf“ und nannte die Darstellung „lebendig“.
Weitere Frauenbildnisse der letzten Jahre Manets sind das Portrait de Marie Colombier (Burrell Collection, Glasgow) und das
Portrait de Mme Michel-Lévy (National Gallery of Art, Washington D.C.). Die Schauspielerin Marie Colombier schaut in ihrem ebenfalls aus dem Jahr 1880 gezeichneten Porträt direkt zum Bildbetrachter, eine Pose die durchaus ihrem Beruf entspricht. Ihr Porträt ist wiederum im büstenförmigen Ausschnitt vor grauem Hintergrund geschaffen, insgesamt aber feiner ausgearbeitet als das Bildnis der Madame Du Paty. Darüber hinaus scheinen beide Damen eine ähnliche Frisur zu tragen. Beim 1882 entstandenen Bildnis der Madame Michel-Lévy, deren genaue Identität nicht geklärt ist, wählte Manet einen anderen Bildausschnitt und zeigt die Porträtierte als Hüftbild. Das Kleid der Madame Michel-Lévy hat einen sehr ähnlichen Ausschnitt im Dekolletébereich wie jenes der Madame Du Paty. Auch beim Gesicht und der Frisur finden sich in beiden Porträts Parallelen. Manet vermied jedoch im Porträt der Madame Michel-Lévy jegliche Skizzenhaftigkeit und zeigt stattdessen voller Details die Dargestellte in ihrer modischen Aufmachung.

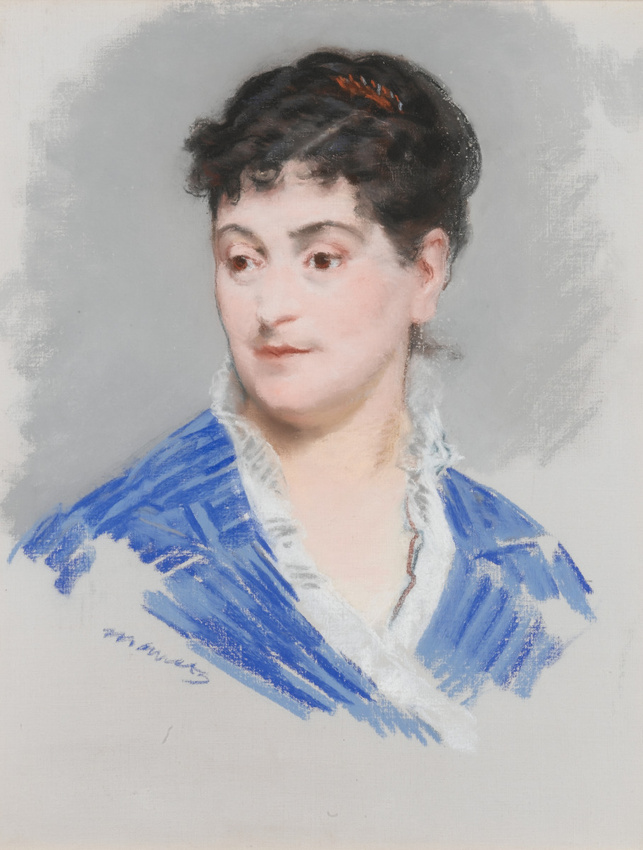
Portrait de Mme Zola, 1879
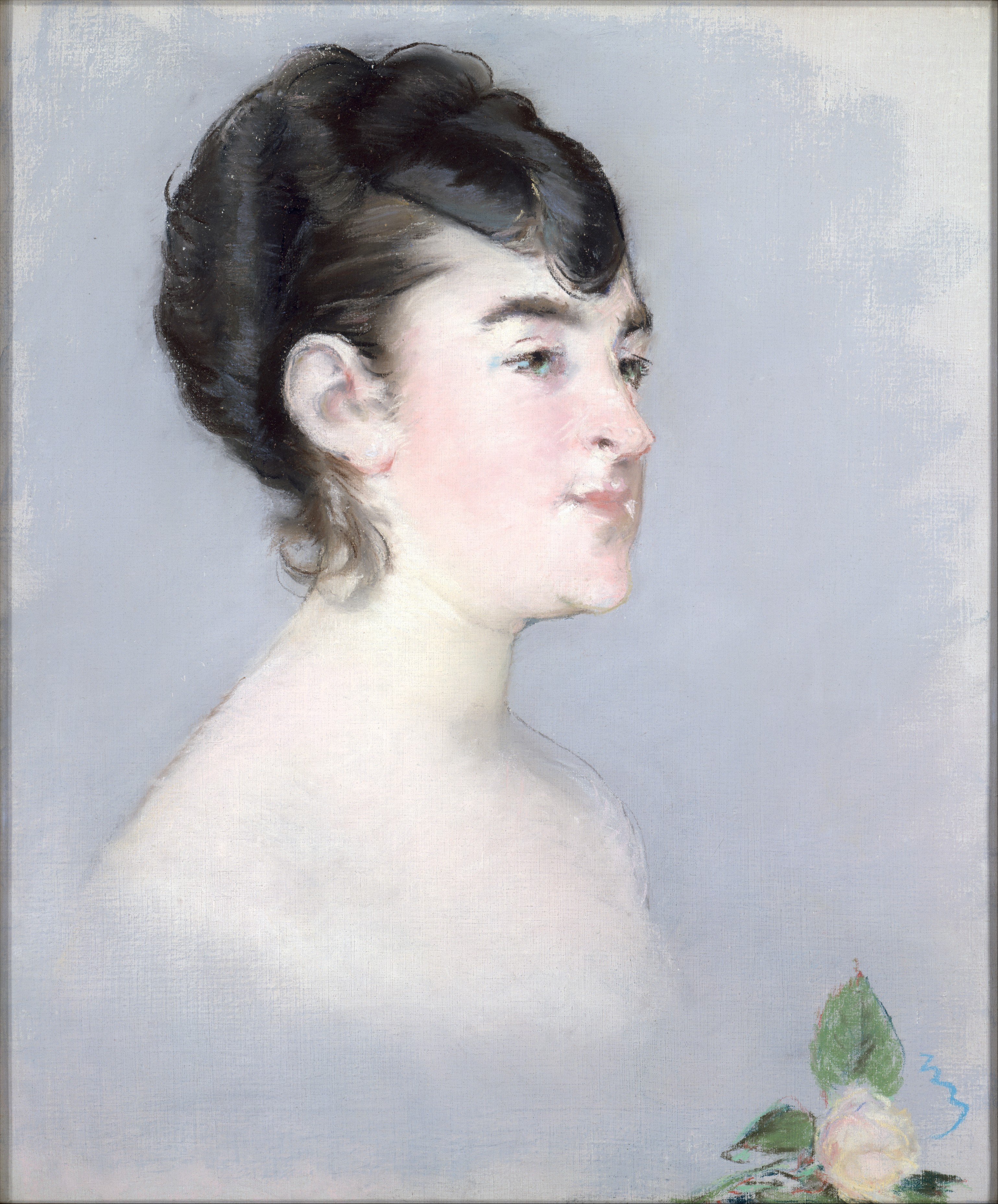
Mlle Isabelle Lemonnier, 1879–80
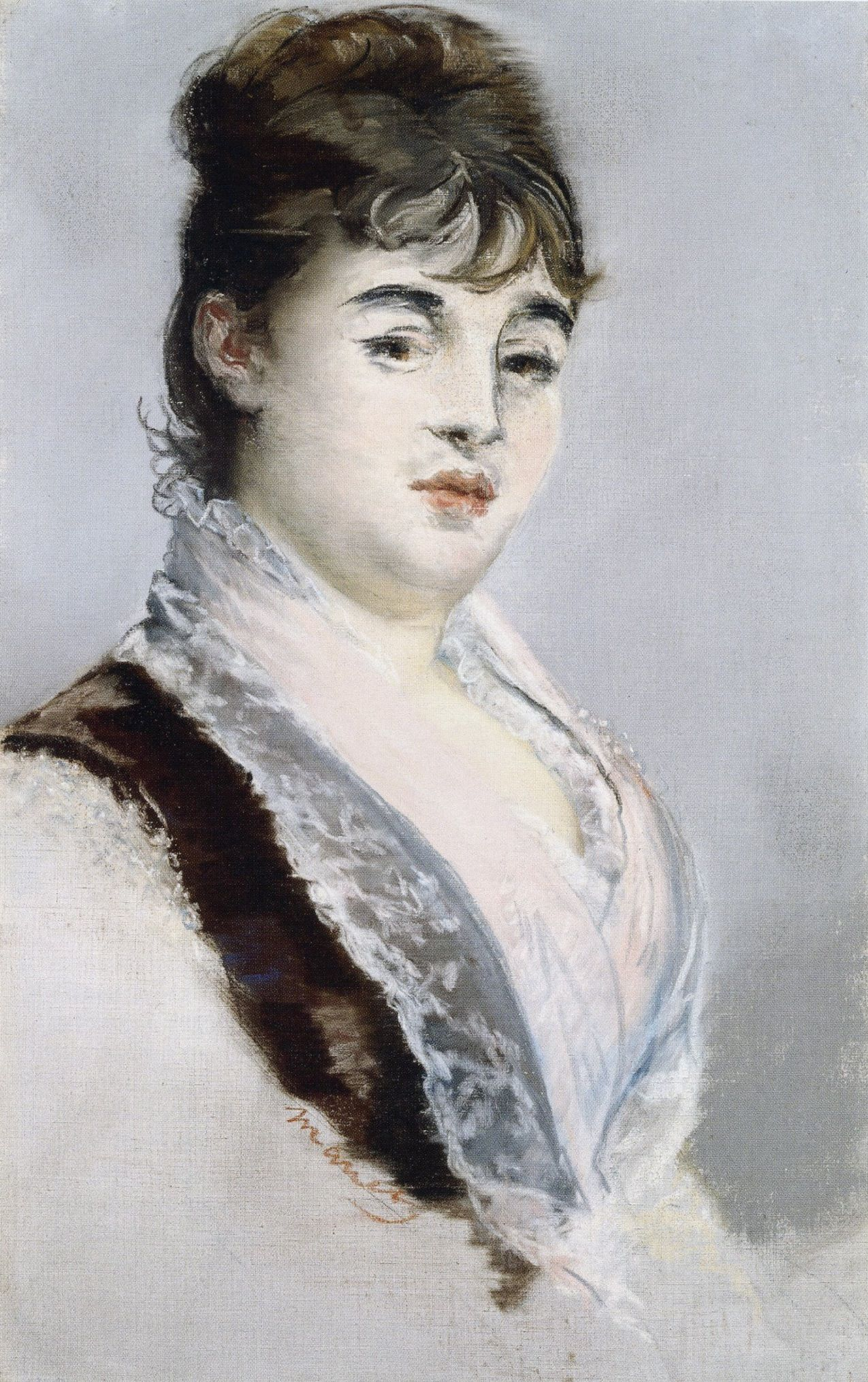
Portrait de Marie Colombier, 1880
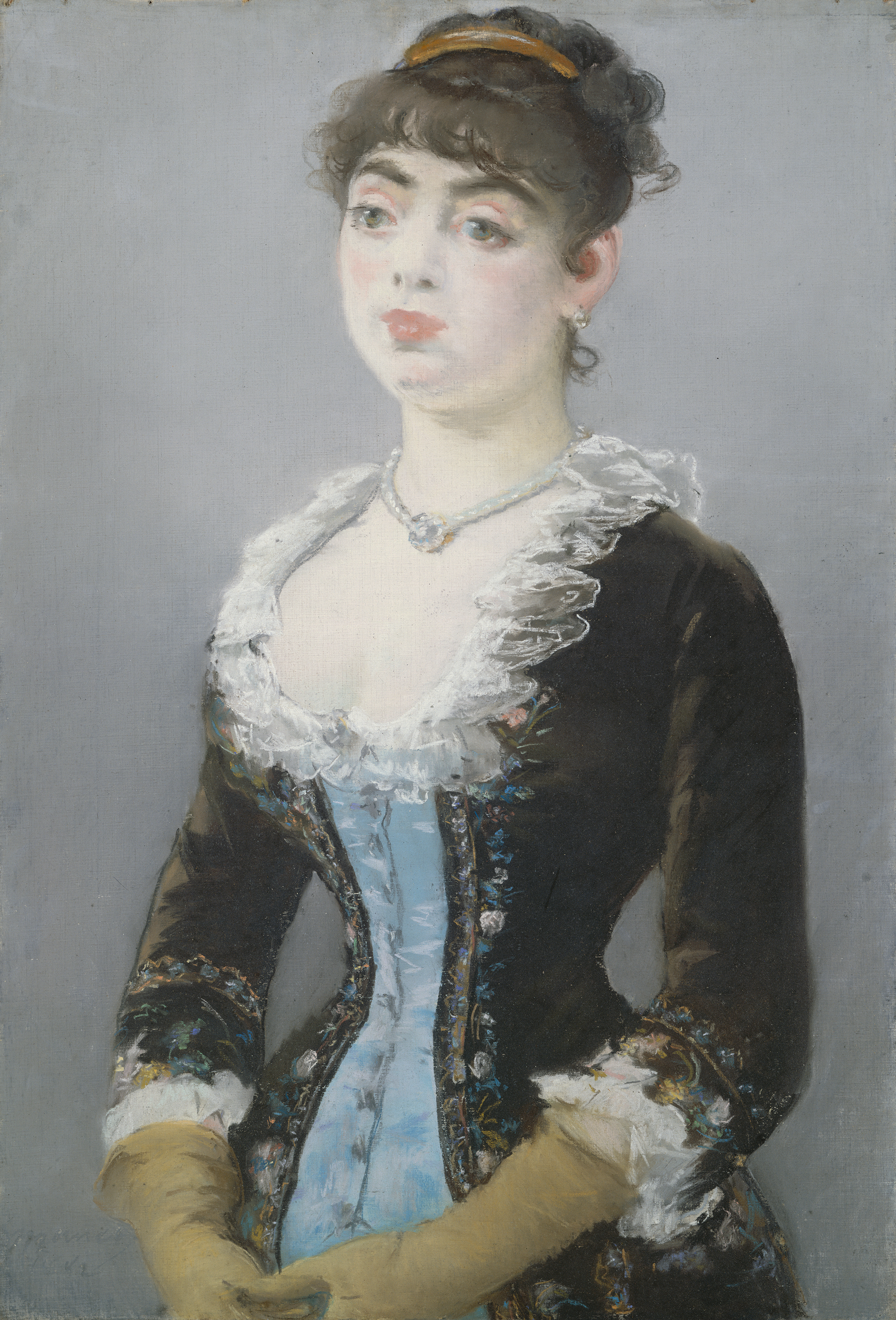
Portrait de Mme Michel-Lévy, 1882

## Provenienz
Das Gemälde war zunächst im Besitz der Porträtierten Madame Du Party, die das Bildnis 1884 zur Manet-Gedächtnisausstellung in Paris auslieh. Danach tauchte es in der Sammlung des Margarinefabrikanten Auguste Pellerin auf. Dessen Sammlung mit zahlreichen Werken Manets wurde 1910 in der Pariser Galerie Bernheim-Jeune und der Münchner Galerie von Heinrich Thannhauser zum Verkauf angeboten, darunter auch das Bildnis der Madame Du Paty. Danach bot die Kunsthandlung von Paul Durand-Ruel das Bild an – zunächst in der Pariser Filiale, 1911 in der New Yorker Galerie des Unternehmens. Anschließend gelangte das Bild in die Sammlung von Joseph Flanagan aus Boston. Er ließ das Bild am 14. Januar 1920 in New York bei der American Art Association versteigern. Für 4.500 US-Dollar wurde der New Yorker Unternehmer Payne Whitney (1876–1927) neuer Besitzer. Nach seinem Tod erbte zunächst seine Frau, die Schriftstellerin Helen Hay Whitney (1875–1944) das Bild, bevor es nach ihrem Tod der Sohn John Hay Whitney bekam. Dessen Erben ließen das Bild am 10. Mai 1999 in der New Yorker Filiale des Auktionshauses Sotheby’s versteigern, wo es für 662.500 US-Dollar an den Unternehmer A. Alfred Taubman (1924–2015) ging. Aus dessen Nachlass kam das Bild am 15. November 2016 erneut bei Sotheby’s in New York zur Versteigerung und ging hierbei für 348.500 US-Dollar an einen unbekannten Bieter.